# Joan de Grieck
Jan of Joan de Grieck (Brussel, 1 december 1628 – aldaar, 22 oktober 1699) was een drukker, boekverkoper en auteur uit de Spaanse Nederlanden.

## Leven
Hij was een zoon van Lambert de Grieck en Anna van No, die vermoedelijk afkomstig waren uit Brugge. Ze trouwden in de Sint-Goedelekerk en stichtten een kroostrijk gezin. Joan was het derde van twaalf kinderen. Met de oudste broer Claude en de jongste Josse (1648-na 1704) deelde hij zijn literaire belangstelling.
Joan liep school bij de jezuïeten. In 1671 was hij gevestigd als drukker bij het Begijnhof en later op de hoek Graanmarkt/Vinketstraat, naast het mouthuis. Hij trouwde op 25 februari 1672 met Joanna Schoevaerts, met wie hij een dochter Joanna-Petronella en een zoon Emmanuel-Claudius kreeg.

## Werk

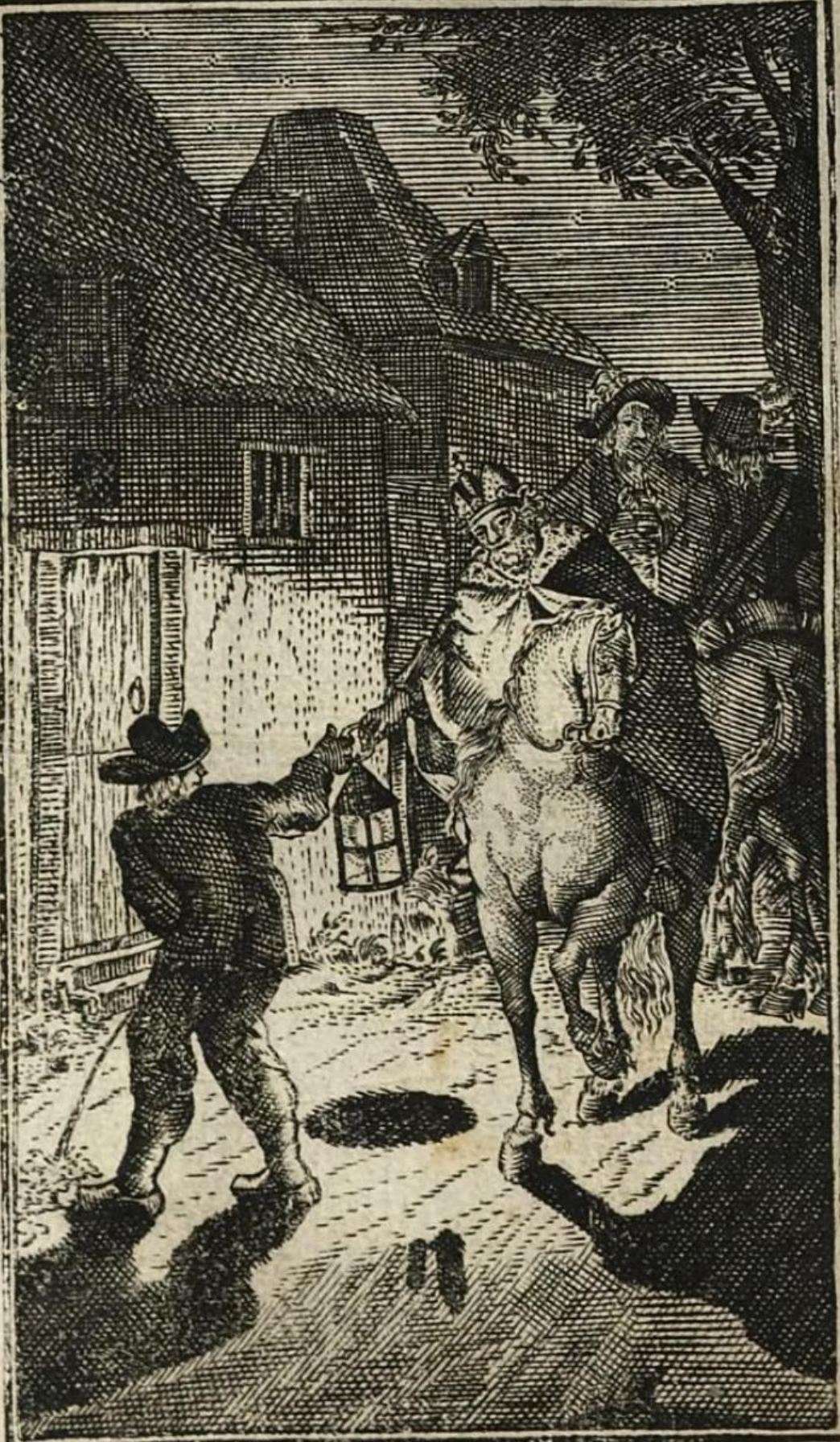
Boer Rommel van Sint-Agatha-Berchem vraagt keizer Karel zijn lantaarn vast te houden terwijl hij pist (houtsnede van Jacobus Harrewijn bij de editie van 1708)

De letterkundige productie van Joan de Grieck valt niet eenvoudig te onderscheiden van deze van zijn twintig jaar jongere broer Josse. Zelfs over Joans auteurschap van de blijspelen bestaat geen zekerheid. Deze zedelijke stukken, bedoeld om het "zielvenijn" der "oneerlijcke Comedien" uit de theaters te verdrijven, worden eerder geprezen om hun karaktertekening dan hun originaliteit.
De broers publiceerden een reeks niet te categoriseren bundels die humor en zedenlessen vermengden. Dit werk was sterk geïnspireerd door Adriaan Poirters en diens manier om een moralistisch vertoog te verluchtigen met grappige anekdotes. Joan wordt doorgaans beschouwd als de auteur van Den wysen gheck (1672), een anekdotenbundel over vorsten als Filips de Goede en koning Filips II van Spanje.
Aan keizer Karel V wijdde De Grieck enkele jaren later een anekdotenbiografie, die hij zelf als vorstenspiegel aanduidde. Steundend op verhalen uit de 16e eeuw en op Spaanse voorbeelden, gaf dit werk mee vorm aan de herinneringscultuur rond Karels persoon en de mythe van de olijke vorst. In het boek reist keizer Karel door zijn Nederlanden en laat hij zich anoniem betrekken in de omgang met gewone mensen. Op de gemoedelijke ontmoeting volgt vaak een uitnodiging aan het hof, waar de keizer zich bekendmaakt en lacht met de betrokkene.
De autobiografie Den pelgrim van dese wereldt wordt soms ook aan Joan de Grieck toegeschreven, maar lijkt eerder het werk van zijn broer Josse.
Als drukker publiceerde Joan de Grieck in verschillende talen. Behalve eigen werk verscheen bij hem onder meer een boek toegeschreven aan Emmanuel de Aranda, Den lacchende ende leerende Waer-seggher (1679). Na Joans dood zette zijn zoon Emmanuel-Claudius de drukkerij verder. Te Amsterdam werd zijn verzamelde toneelwerk uitgegeven, aangevuld met een kluchtboek.

## Publicaties
- Den uytghetapten koopman ofte misluckten dragonder, ongedateerd
- Klucht-spel van meester Coenraedt Bierborst, 1647
- De ghedwonghe Griet, ca. 1650
- De Droeve, ende Blyde Wereldt, 1671 (compilatie van een honderdtal kluchten)
- Den wysen gheck, uyt-deylende, soo oude, als nieuwe geestigheden, 1672
- Den Spieghel der Historiën, 1673
- De heerelycke ende vrolycke daeden van Keyser Karel den V, 1674
- De sotte wereldt ofte Den waeren af-druck der wereldtsche sottigheden, 1682
- Het belachelyck klucht-spel van Lemmen met syn neus, ca. 1695
- De ghedempte hooghmoedt ofte hoevaerdige bedroghe maeght, ca. 1697
- Den dolenden pelgrim, Ons ver-toonende door synen val ende opstaen: des Menschen leven niet anders te wesen als een gheduerighen strydt. Tooneel-wys af-ghemaelt, tot spieghel van alle blinde ende wulpsche jonghelinghen, 1699

## Uitgaven
- Het Brussels klucht-tooneel, 1700
  - De ghedempte hoogh-moedt, ofte hoovaerdighe bedroghe maeght
  - Klucht van de ghedvvonghe griet
  - Den uyt-ghetapten koop-man ofte mis-luckten dragonder
  - Klucht-spel van Meester Coenraedt Bier-borst, Heer van Kannen en Pinten
  - Den dolenden pelgrim
  - Het belacchelyck klucht-spel van Lemmen met syn neus
  - Het tooneel der leerlycke ende vermaeckelycke historien (achttien anekdotes en negen verbeeldingen)
- Paul De Keyser (ed.), Drie Brusselsche kluchten uit de zeventiende eeuw, 1925
  - Meester Coenraedt Bierborst
  - De ghedwonghe Griet
  - Klucht van Lemmen met sijn neus
- De vrolijke daden van Keizer Karel, bewerkt door Albert Van Hageland, Antwerpen, Beckers, 2 dln., 1981

## Voetnoten
1. ↑  Karel Porteman en Mieke B. Smits-Veldt, Een nieuw vaderland voor de muzen. Geschiedenis van de Nederlandse literatuur, 1560-1700, 2008, p. 1834 en 2000
2. ↑  Johan Verberckmoes, Laughter, Jestbooks and Society in the Spanish Netherlands, 1999, p. 147
3. ↑  Johan Verberckmoes, Laughter, Jestbooks and Society in the Spanish Netherlands, 1999, p. 148. Gearchiveerd op 18 augustus 2023.